# اللم (يافع)
تعد قرية اللم او قرية (اليمن) بضم الميم ملم يافع وعاصمه يافع الابديه, حيث يوجد فيها مسجد الغساني الذي يعود

تاريخ بنائه الئ عام القرن الثالث الهجري, يوجد في ذلك المسجد معاليق خمسه تشير الئ مكاتب يافع العليا...

تعديل مصدري - تعديل

اللم هي إحدى قرى عزلة لبعوس بمديرية يافع التابعة لمحافظة لحج، بلغ تعداد سكانها 1023 نسمة حسب تعداد اليمن لعام 2004.